# Kpalimé
Kpalimé este un oraș din Togo, situat aproape de granița cu Ghana. Activitatea sa economică se bazează pe țesături și culturile de cacao. Nu departe se găsește Muntele Agou, ce are altitudinea maximă din Togo.